# Берлячево
Берля́чево (рос. Берлячево, башк. Берләҫ) — присілок у складі Бураєвського району Башкортостану, Росія. Входить до складу Бадраковської сільської ради.
Населення — 236 осіб (2010; 314 у 2002).
Національний склад:
- башкири — 74 %